# Strömmesjön
Strömmesjön är en sjö i Årjängs kommun i Värmland och ingår i Göta älvs huvudavrinningsområde. Sjön är 14,5 meter djup, har en yta på 0,918 kvadratkilometer och befinner sig 112,2 meter över havet. Sjön avvattnas av Upperudsälven. Sjön kan nås av båtar via Dalslands kanal.

## Delavrinningsområde
Strömmesjön ingår i det delavrinningsområde (661475-127571) som SMHI kallar för Inloppet i Töck. Medelhöjden är 146 meter över havet och ytan är 9,28 kvadratkilometer. Räknas de 12 avrinningsområdena uppströms in blir den ackumulerade arean 308,88 kvadratkilometer. Upperudsälven som avvattnar avrinningsområdet har biflödesordning 2, vilket innebär att vattnet flödar genom totalt 2 vattendrag innan det når havet efter 268 kilometer. Avrinningsområdet består mestadels av skog (72 procent) och öppen mark (11 procent). Avrinningsområdet har 0,91 kvadratkilometer vattenytor vilket ger det en sjöprocent på 9,8 procent.